# Férfi 800 méteres síkfutás a 2024. évi nyári olimpiai játékokon
A 2024. évi nyári olimpiai játékokon az atlétika férfi 800 méteres síkfutás versenyszámát augusztus 7. és augusztus 10. között rendezték a párizsi Stade de France-ban. Az aranyérmet a kenyai Emmanuel Wanyonyi nyerte 1:41,19-es idővel, ami minden idők harmadik legjobb eredménye ezen a távon. A döntő futam volt az első olyan verseny, amelyen négyen is 1:42-es idő alatt értek célba.
Ez a versenyszám 30. alkalommal szerepelt az olimpiai programban.

## Rekordok
A versenyt megelőzően a következő rekordok voltak érvényben:
| Világrekord                  | David Rudisha (KEN)  | 1:40,91 | London, Egyesült Királyság   | 2012. augusztus 9. |
| Olimpiai rekord              | David Rudisha (KEN)  | 1:40,91 | London, Egyesült Királyság   | 2012. augusztus 9. |
| Világ legjobb idei eredménye | Djamel Sedjati (ALG) | 1:41,46 | Fontvieille (Monaco), Monaco | 2024. július 12.   |

## Eredmények
Az időeredmények másodpercben értendők. A rövidítések jelentése a következő:
| - OR: olimpiai rekord - AR: kontinens rekord - NR: országos rekord - PB: egyéni legjobb eredménye - SB: 2024-ben az addigi legjobb eredménye | - DQ: kizárták - DNS: nem indult a futamon - DNF: nem ért célba - Q: helyezés alapján továbbjutott - q: időeredmény alapján továbbjutott |

### Előfutamok
Minden előfutam első három helyezettje automatikusan az elődöntőbe jutott. A többi célbaérkező a vigaszágon folytathatta a versenyzést.
1. előfutam
| H  | Név                     | Nemzet                                | E       | Mj |
| -- | ----------------------- | ------------------------------------- | ------- | -- |
| 1. | Eliott Crestan          | Belgium                               | 1:45,51 | Q  |
| 2. | Marco Arop              | Kanada                                | 1:45,74 | Q  |
| 3. | Peyton Craig            | Ausztrália                            | 1:45,81 | Q  |
| 4. | Handal Roban            | Saint Vincent és a Grenadine-szigetek | 1:46,00 |    |
| 5. | Abdelati El Guesse      | Marokkó                               | 1:46,91 |    |
| 6. | Tumo Nkape              | Botswana                              | 1:46,99 |    |
| 7. | Abubaker Haydar Abdalla | Katar                                 | 1:48,42 |    |
| 8. | James Preston           | Új-Zéland                             | 1:48,50 |    |
| 9. | Abraham Guem            | Dél-Szudán                            | 1:48,74 | PB |

2. előfutam
| H  | Név                 | Nemzet        | E       | Mj |
| -- | ------------------- | ------------- | ------- | -- |
| 1. | Gabriel Tual        | Franciaország | 1:45,13 | Q  |
| 2. | Mark English        | Írország      | 1:45,15 | Q  |
| 3. | Tshepiso Masalela   | Botswana      | 1:45,58 | Q  |
| 4. | Jakub Dudycha       | Csehország    | 1:45,62 |    |
| 5. | Koitatoi Kidali     | Kenya         | 1:45,84 |    |
| 6. | Edose Ibadin        | Nigéria       | 1:46,56 |    |
| 7. | Mohamed Ali Gouaned | Algéria       | 1:47,34 |    |
| 8. | Ali Idow Hassan     | Szomália      | 1:48,72 |    |
| 9. | Mohammed Dwedar     | Palesztina    | 1:54,83 |    |

3. előfutam
| H  | Név               | Nemzet           | E       | Mj |
| -- | ----------------- | ---------------- | ------- | -- |
| 1. | Emmanuel Wanyonyi | Kenya            | 1:44,64 | Q  |
| 2. | Catalin Tecuceanu | Olaszország      | 1:44,80 | Q  |
| 3. | Andreas Kramer    | Svédország       | 1:44,93 | Q  |
| 4. | Adrián Ben        | Spanyolország    | 1:45,03 |    |
| 5. | Ryan Clarke       | Hollandia        | 1:45,56 |    |
| 6. | Joseph Deng       | Ausztrália       | 1:45,87 |    |
| 7. | Tibo De Smet      | Belgium          | 1:46,03 |    |
| 8. | Brandon Miller    | Egyesült Államok | 1:46,34 |    |
| 9. | Yervand Mkrtchyan | Örményország     | 1:49,91 | NR |

4. előfutam
| H  | Név                 | Nemzet                      | E       | Mj |
| -- | ------------------- | --------------------------- | ------- | -- |
| 1. | Djamel Sedjati      | Algéria                     | 1:45,84 | Q  |
| 2. | Elliot Giles        | Nagy-Britannia              | 1:45,93 | Q  |
| 3. | Hobbs Kessler       | Egyesült Államok            | 1:46,15 | Q  |
| 4. | Simone Barontini    | Olaszország                 | 1:46,33 |    |
| 5. | Elvin Josué Canales | Spanyolország               | 1:46,48 |    |
| 6. | Pieter Sisk         | Belgium                     | 1:46,60 |    |
| 7. | Peter Bol           | Ausztrália                  | 1:47,50 |    |
| 8. | Dennick Luke        | Dominikai Közösség          | 1:47,54 |    |
| 9. | Musa Suliman        | Menekültek olimpiai csapata | 1:49,61 |    |

5. előfutam
| H  | Név                | Nemzet                  | E       | Mj |
| -- | ------------------ | ----------------------- | ------- | -- |
| 1. | Ben Pattison       | Nagy-Britannia          | 1:45,56 | Q  |
| 2. | Edmund Du Plessis  | Dél-afrikai Köztársaság | 1:45,73 | Q  |
| 3. | Wyclife Kinyamal   | Kenya                   | 1:45,86 | Q  |
| 4. | Benjamin Robert    | Franciaország           | 1:45,92 |    |
| 5. | Navasky Anderson   | Jamaica                 | 1:46,82 |    |
| 6. | Tobias Grønstad    | Norvégia                | 1:46,85 |    |
| 7. | Mateusz Borkowski  | Lengyelország           | 1:47,50 |    |
| 8. | José Antonio Maita | Venezuela               | 1:48,02 |    |
| 9. | Chhun Bunthorn     | Kambodzsa               | 1:53,31 |    |

6. előfutam
| H  | Név                  | Nemzet           | E       | Mj |
| -- | -------------------- | ---------------- | ------- | -- |
| 1. | Mohamed Attaoui      | Spanyolország    | 1,44,81 | Q  |
| 2. | Bryce Hoppel         | Egyesült Államok | 1:45,24 | Q  |
| 3. | Max Burgin           | Nagy-Britannia   | 1:45,36 | Q  |
| 4. | Corentin Le Clezio   | Franciaország    | 1:45,42 |    |
| 5. | Jesús Tonatiú López  | Mexikó           | 1:45,82 |    |
| 6. | Tom Dradriga         | Uganda           | 1:46,05 |    |
| 7. | Kethobogile Haingura | Botswana         | 1:46,46 |    |
| 8. | Slimane Moula        | Algéria          | 1:46,71 |    |

### Vigaszág
Minden vigaszági futam első helyezettje az elődöntőbe jutott. Az összesített eredmények alapján további két futó került az elődöntőbe.
1. futam
| H  | Név                  | Nemzet             | E       | Mj |
| -- | -------------------- | ------------------ | ------- | -- |
| 1. | Kethobogile Haingura | Botswana           | 1:45,52 | Q  |
| 2. | Slimane Moula        | Algéria            | 1:45,67 |    |
| 3. | Corentin Le Clezio   | Franciaország      | 1:45,72 |    |
| 4. | Peter Bol            | Ausztrália         | 1:46,12 |    |
| 5. | Tom Dradriga         | Uganda             | 1:46,15 |    |
| 6. | Dennick Luke         | Dominikai Közösség | 1:46,81 | NR |
| 7. | Edose Ibadin         | Nigéria            | 1:49,09 |    |
| 8. | Chhun Bunthorn       | Kambodzsa          | 1:53,42 |    |
|    | Abdelati El Guesse   | Marokkó            | DNS     |    |

2. futam
| H  | Név                 | Nemzet                                | E       | Mj |
| -- | ------------------- | ------------------------------------- | ------- | -- |
| 1. | Jesús Tonatiú López | Mexikó                                | 1:45,13 | Q  |
| 2. | Adrián Ben          | Spanyolország                         | 1:45,37 |    |
| 3. | Pieter Sisk         | Belgium                               | 1:45,49 |    |
| 4. | Handal Roban        | Saint Vincent és a Grenadine-szigetek | 1:45,80 |    |
| 5. | Navasky Anderson    | Jamaica                               | 1:46,01 |    |
| 6. | Koitatoi Kidali     | Kenya                                 | 1:46,37 |    |
| 7. | Jakub Dudycha       | Csehország                            | 1:49,94 |    |
| 8. | Yervand Mkrtchyan   | Örményország                          | 1:50,07 |    |
| 9. | Musa Suliman        | Menekültek olimpiai csapata           | 1:50,11 |    |

3. futam
| H  | Név                     | Nemzet        | E       | Mj |
| -- | ----------------------- | ------------- | ------- | -- |
| 1. | Simone Barontini        | Olaszország   | 1:45,56 | Q  |
| 2. | Benjamin Robert         | Franciaország | 1:45,83 |    |
| 3. | José Antonio Maita      | Venezuela     | 1:46,44 |    |
| 4. | Tibo De Smet            | Belgium       | 1:46,59 |    |
| 5. | Joseph Deng             | Ausztrália    | 1:48,58 |    |
| 6. | James Preston           | Új-Zéland     | 1:50,53 |    |
|    | Abubaker Haydar Abdalla | Katar         | DNS     |    |
|    | Ali Idow Hassan         | Szomália      | DNS     |    |

4. futam
| H  | Név                 | Nemzet           | E       | Mj     |
| -- | ------------------- | ---------------- | ------- | ------ |
| 1. | Brandon Miller      | Egyesült Államok | 1:44,21 | Q      |
| 2. | Mohamed Ali Gouaned | Algéria          | 1:44,37 | q, =PB |
| 3. | Tobias Grønstad     | Norvégia         | 1:44,57 | q, PB  |
| 4. | Elvin Josué Canales | Spanyolország    | 1:44,65 |        |
| 5. | Ryan Clarke         | Hollandia        | 1:44,70 | PB     |
| 6. | Mateusz Borkowski   | Lengyelország    | 1:45,27 | PB     |
| 7. | Tumo Nkape          | Botswana         | 1:45,57 |        |
| 8. | Abraham Guem        | Dél-Szudán       | 1:49,45 |        |
| 9. | Mohammed Dwedar     | Palesztina       | 1:54,83 |        |

### Elődöntők
Minden elődöntő első két helyezettje automatikusan az elődöntőbe jutott. Az összesített eredmények alapján további két futó került a döntőbe.
1. elődöntő
| H  | Név                 | Nemzet           | E       | Mj |
| -- | ------------------- | ---------------- | ------- | -- |
| 1. | Djamel Sedjati      | Algéria          | 1:45,08 | Q  |
| 2. | Tshepiso Masalela   | Botswana         | 1:45,33 | Q  |
| 3. | Catalin Tecuceanu   | Olaszország      | 1:45,38 |    |
| 4. | Ben Pattison        | Nagy-Britannia   | 1:45,57 | SB |
| 5. | Brandon Miller      | Egyesült Államok | 1:45,79 |    |
| 6. | Mark English        | Írország         | 1:45,97 |    |
| 7. | Andreas Kramer      | Svédország       | 1:46,73 |    |
| 8. | Jesús Tonatiú López | Mexikó           | 1:50,38 |    |

2. elődöntő
| H  | Név                 | Nemzet                  | E       | Mj |
| -- | ------------------- | ----------------------- | ------- | -- |
| 1. | Marco Arop          | Kanada                  | 1:45,05 | Q  |
| 2. | Gabriel Tual        | Franciaország           | 1:45,16 | Q  |
| 3. | Wyclife Kinyamal    | Kenya                   | 1:45,29 |    |
| 4. | Edmund du Plessis   | Dél-afrikai Köztársaság | 1:45,34 |    |
| 5. | Elliot Giles        | Nagy-Britannia          | 1:45,46 |    |
| 6. | Hobbs Kessler       | Egyesült Államok        | 1:46,20 |    |
| 7. | Tobias Grønstad     | Norvégia                | 1:46,37 |    |
| 8. | Mohamed Ali Gouaned | Algéria                 | 1:46,52 |    |

3. elődöntő
| H  | Név                  | Nemzet           | E       | Mj    |
| -- | -------------------- | ---------------- | ------- | ----- |
| 1. | Emmanuel Wanyonyi    | Kenya            | 1:43,32 | Q     |
| 2. | Bryce Hoppel         | Egyesült Államok | 1:43,41 | Q     |
| 3. | Max Burgin           | Nagy-Britannia   | 1:43,50 | q, PB |
| 4. | Mohamed Attaoui      | Spanyolország    | 1:43,69 | q     |
| 5. | Eliott Crestan       | Belgium          | 1:43,72 |       |
| 6. | Peyton Craig         | Ausztrália       | 1:44,11 | PB    |
| 7. | Kethobogile Haingura | Botswana         | 1:44,95 |       |
| 8. | Simone Barontini     | Olaszország      | 1:46,17 |       |

### Döntő
| H     | Név               | Nemzet           | E       | Mj |
| ----- | ----------------- | ---------------- | ------- | -- |
| Arany | Emmanuel Wanyonyi | Kenya            | 1:41,19 | PB |
| Ezüst | Marco Arop        | Kanada           | 1:41,20 | AR |
| Bronz | Djamel Sedjati    | Algéria          | 1:41,50 |    |
| 4.    | Bryce Hoppel      | Egyesült Államok | 1:41,67 | NR |
| 5.    | Mohamed Attaoui   | Spanyolország    | 1:42,08 |    |
| 6.    | Gabriel Tual      | Franciaország    | 1:42,14 |    |
| 7.    | Tshepiso Masalela | Botswana         | 1:42,82 | PB |
| 8.    | Max Burgin        | Nagy-Britannia   | 1:43,84 |    |